# Zum Fröhlichen Hecht

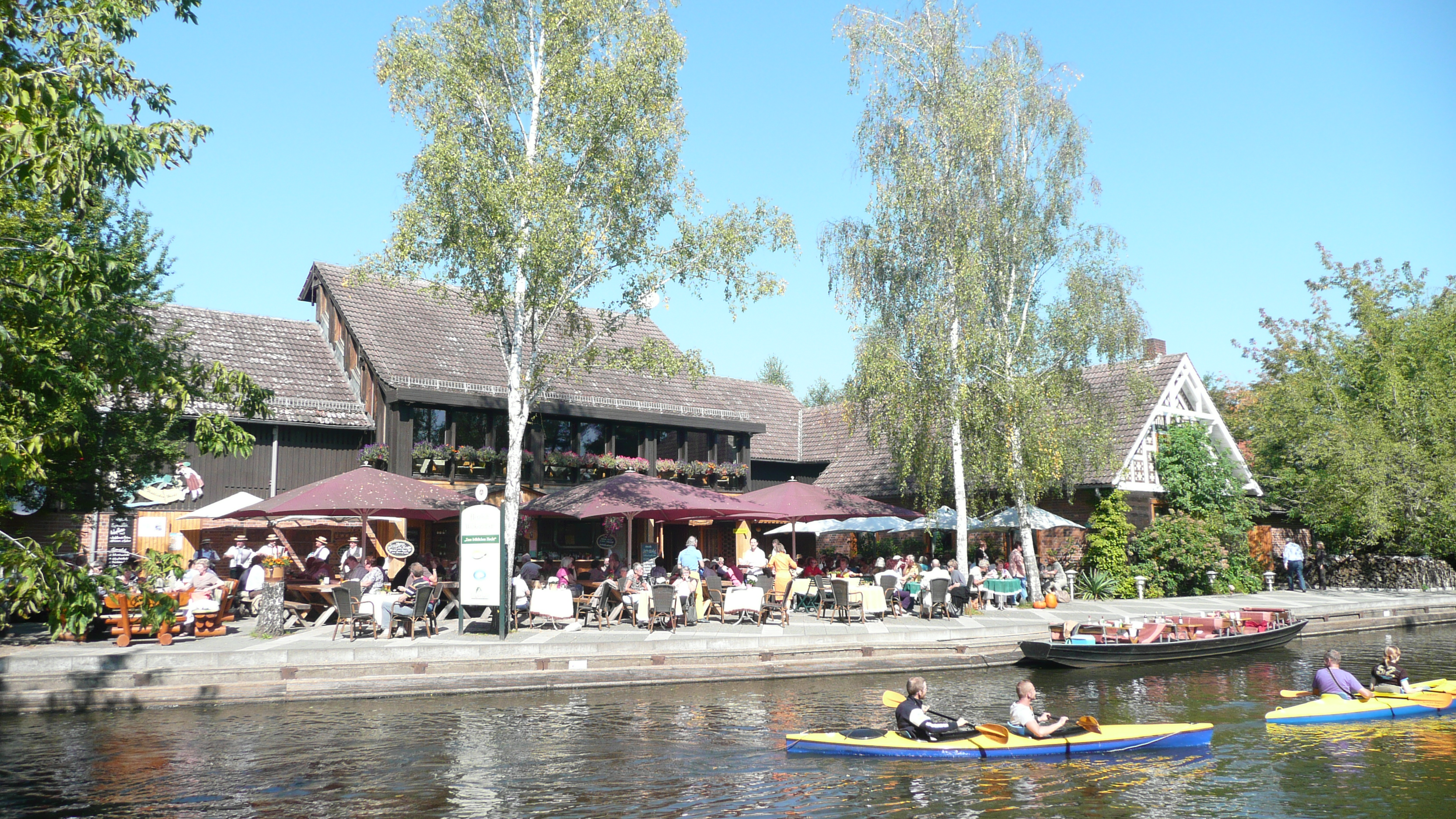
Restaurant „Zum Fröhlichen Hecht“

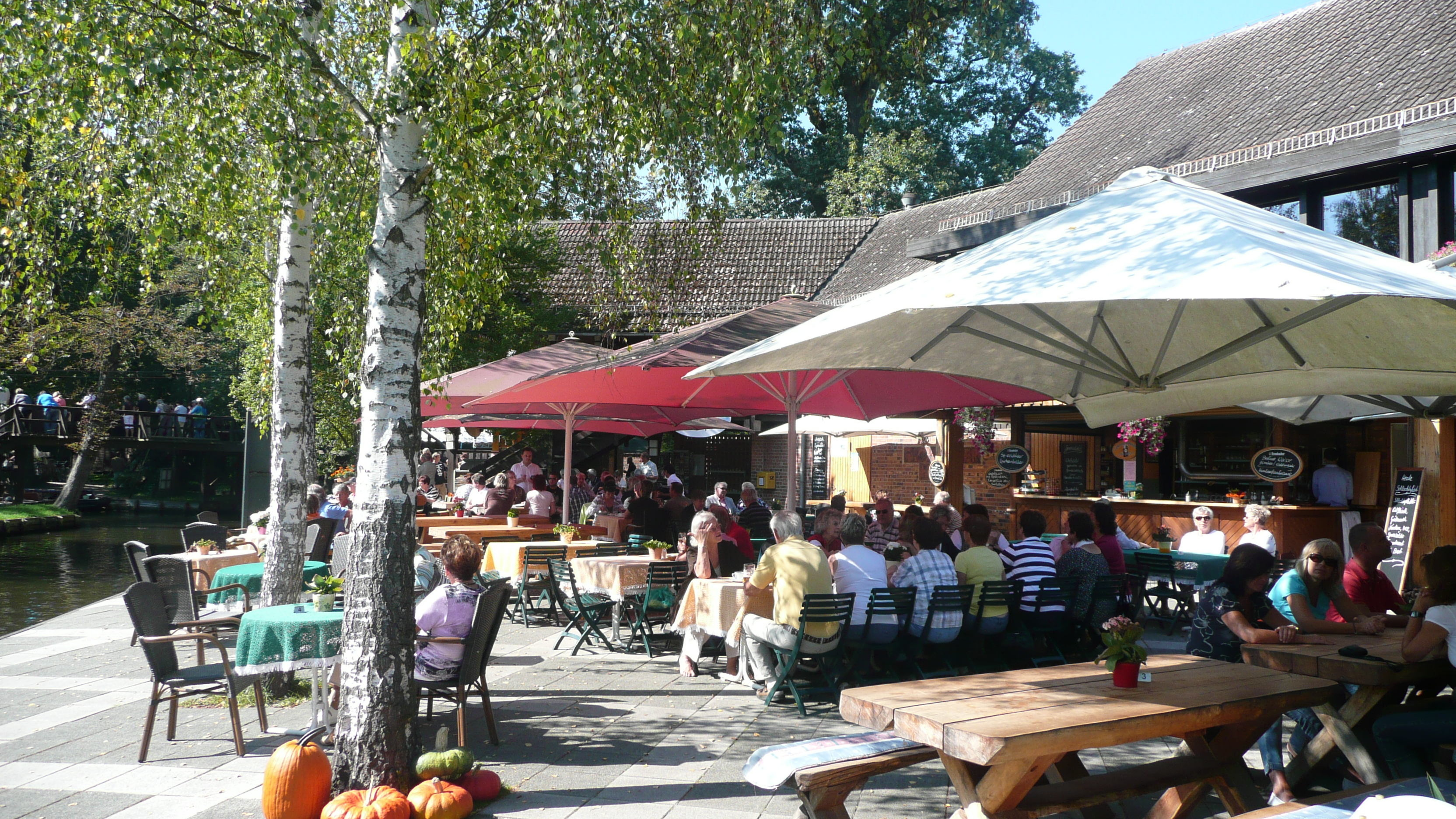
Restaurant „Zum Fröhlichen Hecht“

Zum Fröhlichen Hecht ist ein traditionsreiches Gasthaus im zur Stadt Lübbenau/Spreewald gehörenden Spreewalddorf Lehde.
Der Hecht befindet sich in der Dorfmitte an der Einmündung des Hechtgrabens in den Lehder Graben und war, wie ganz Lehde, bis 1929 nur auf dem Wasserwege zu erreichen. Noch heute kommen die Gäste mit Spreewaldkähnen an, die direkt am Biergarten des Lokals anlegen. Das Lokal ist jetzt stark auf den Massentourismus ausgerichtet.
In mehreren großen Aquarien werden im Spreewald heimische Fischarten gezeigt. Direkt gegenüber dem Fröhlichen Hecht liegt das Freilandmuseum Lehde.

## Geschichte
Seit 1640 betrieb die Familie Richter die Dorfschänke Lehdes. Die Schenke war ein Halbkossäthengut und bestand zu diesem Zeitpunkt aus einem einfachen Blockhaus, der in Lehde üblichen Bebauung. In dem Haus befand sich sowohl Wirtswohnung als auch Gaststube. Es entstanden später diverse Anbauten, so auch der aus Bohlen errichtete Altwendische Saal und ein Eiskeller. 1897 wurde als Logierhaus das sogenannte Sommerhaus, ebenfalls als Bohlwerkbau errichtet. Eine Abwaschküche folgte 1925 an der Rückseite der Gaststätte. Im Garten stand ein mit bunten Glasfenstern versehener, hölzerner, schiefergedeckter Gartensaal, der zum Hof hin offen war.

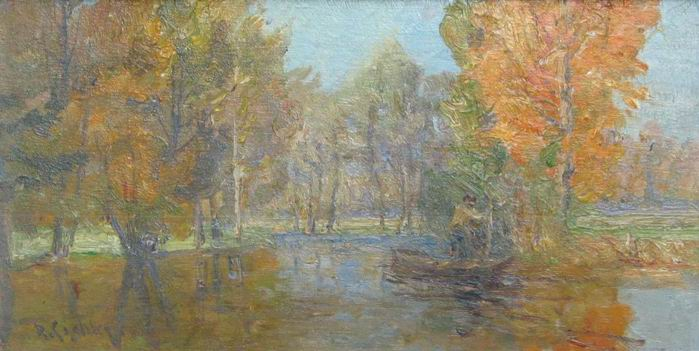
Spreewald von Richard Eschke, etwa 1899

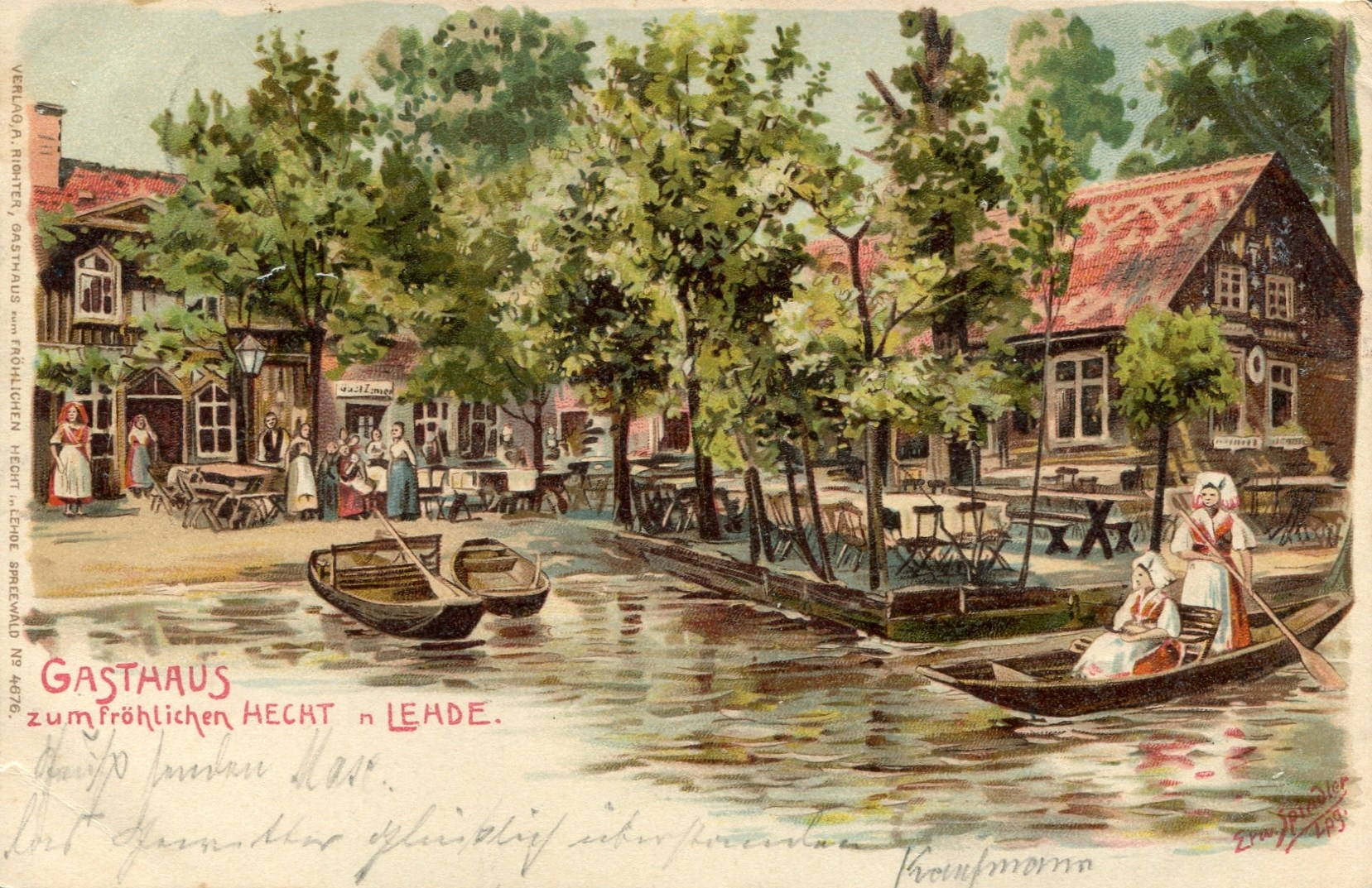
Postkarte aus der Zeit um 1905

Überregionale Bekanntheit erlangte der Fröhliche Hecht mit dem Aufkommen des organisierten Spreewaldtourismus Ende des 19. Jahrhunderts. Der damalige Wirt August Richter zeigte sich Kunst und Künstlern gegenüber sehr aufgeschlossen. Bekannte Maler gehörten zu den Gästen des Hauses und lebten und arbeiteten hier zum Teil über Monate. Der Görlitzer Kunstmaler Professor Woite empfahl die Versendung von Prospekten des Gasthauses an Künstlervereine in Deutschland. Hierin wurden die idyllischen Motive der Spreewaldlandschaft besonders hervorgehoben. Eine Vielzahl von Malern aus dem In- und Ausland folgte dem Ruf. Maler wie Carl Röchling, Eschke und Georg Estler hinterließen Werke in einer ursprünglich eigens neben dem altwendischen Tanzsaal eingerichteten Galerie.
Seit 1886 trägt das Gasthaus, auf Vorschlag von Woite, den Namen Zum Fröhlichen Hecht. Woite begründete seine Idee mit den „vorzügliche[n] junge[n] Hechte[n]“ und der fröhlichen Stimmung im Hause. Der Wirt richtete auch im Viertelstunden-Takt von Lübbenau nach Lehde fahrende Kähne als „Spree-Omnibus“ ein und veranstaltete viele, gerade auf die Künstlerklientel ausgerichtete Feste wie „Venezianische Nächte“. August Richter verstarb am 17. Juni 1933 infolge eines Herzschlags.
1975, in der Zeit der DDR, wurde das alte romantische Gasthaus abgerissen und durch einen Neubau ersetzt. Die Grundsteinlegung für den Neubau fand am 26. März 1976 statt. Der altwendische Saal und das Sommerhaus blieben jedoch erhalten.